# 後肢太陰脾経
後肢太陰脾経（こうしたいいんひけい）とは脾経に属する後肢を流れる陰経の経絡である。人間でいうところの足の太陰脾経に相当する。

## 後肢大陰脾経に所属する経穴の一覧

### 隠白（いんぱく）、後蹄門（ごていもん）
取穴部位：第1爪内側後
主治：血便、てんかん、過労

### 追風（ついふう）
取穴部位：足首内側の窪み
主治：胃痛、便秘、下痢、後肢疾患、食欲不振

### 三陰交（さんいんこう）
取穴部位：足首上の頚骨内側
主治：腹痛、むくみ、泌尿生殖器疾患

### 腎堂（じんどう）
取穴部位：大腿内側、膝蓋骨の静脈血管上
主治：腰部、股関節、後肢疾患

### 帯脈（たいみゃく）
取穴部位：肘後の血管上
主治：全身疼痛、四肢麻痺、腹痛、風邪、中毒